# Lucjan Kudzia
Lucjan Jacenty Kudzia (Zawoja, 1º gennaio 1942) è un ex slittinista polacco.

## Biografia
Gareggiò per la nazionale polacca sia nella specialità del singolo che in quella del doppio.
Prese parte a tre edizioni dei Giochi olimpici invernali, tutte e tre le volte sia nel singolo che nel doppio: ad Innsbruck 1964, giunse undicesimo nel singolo e quinto nella specialità biposto, mentre sia a Grenoble 1968 sia a Sapporo 1972, in quella che fu la sua ultima competizione a livello internazionale, concluse la gara del singolo in tredicesima posizione e quella del doppio in nona piazza.
Ottenne il suo più importante risultato ai campionati mondiali ad Imst 1963 conquistando la medaglia d'oro nel doppio, in coppia con Ryszard Pędrak. In quella stessa edizione conseguì anche il suo miglior risultato nel singolo, classificandosi quinto. Nelle rassegne continentali la sua prestazione migliore fu l'undicesimo posto nel singolo e il decimo nel doppio, entrambi colti a Schönau am Königssee 1972.

## Palmarès

### Mondiali
- 1 medaglia:
  - 1 oro (doppio ad Imst 1963).